# 河崎清
河崎 清（かわさき きよし、1870年11月7日（明治3年10月14日） - 1925年（大正14年）11月17日）は、日本の政治家。衆議院議員（2期）。旧姓・小畑。

## 経歴
若狭国遠敷郡平野村（福井県遠敷郡平野村、松永村を経て現小浜市平野）で、小畑多四郎の三男として生まれた。福井県福井中学校（現・福井県立藤島高等学校）で学ぶ。福井県議、同参事会員、地方森林会議員、南米殖民会社、海外興業各業務代理人、河野水電(株)専務取締役、公洲電気(株)監査役、永平寺鉄道(株)社長となる。
1920年（大正9年）の第14回衆議院議員総選挙において福井5区から立憲政友会公認で立候補して当選する。1924年（大正13年）の第15回衆議院議員総選挙では政友本党公認で立候補して再選した。衆議院議員を2期務め、1925年（大正14年）、在職中に死去した。

## 親族
- 兄 小畑岩次郎（衆議院議員）[3]